# Кулдим
Кулди́м (рос. Кулдым, ерз. Кулдым) — село у складі Старошайговського району Мордовії, Росія. Входить до складу Новофедоровського сільського поселення.
Населення — 241 особа (2010; 310 у 2002).
Національний склад (станом на 2002 рік):
- мокшани — 96 %